# Notação bra-ket
Notação bra-ket é uma notação padrão para descrever estados quânticos na teoria da mecânica quântica. Ela também é utilizada para denotar vetores e funcional linear abstratos na matemática pura. É assim chamada por ser o produto interno de dois estados denotados por um bracket, {\displaystyle \langle \phi |\psi \rangle ,} consistindo de uma parte esquerda, {\displaystyle \langle \phi |,} denominada bra, e uma parte direita, {\displaystyle |\psi \rangle ,} denominada ket. A notação foi criada por Paul Dirac, e por isso é também conhecida como notação de Dirac.

## Bras e kets

### Uso mais comum: mecânica quântica

As componentes reais do vetor 3D e a projeção da base; semelhanças entre cálculo notação vetorial e notação de Dirac.

Em mecânica quântica, o estado físico de um sistema é identificado como um raio unitário  em um espaço de Hilbert separável complexo, {\displaystyle {\mathcal {H}},} ou, equivalentemente, por um ponto no espaço de Hilbert projetado de um sistema. Cada vetor no raio é chamado um "ket" e escrito como {\displaystyle |\psi \rangle ,} que deve ser lido como "psi ket".
O ket pode ser visualizado como um vetor coluna e (dada uma base para o espaço de Hilbert) escrito por extenso em componentes,
{\displaystyle |\psi \rangle =(c_{0},c_{1},c_{2},...)^{T},}
quando o espaço de Hilbert considerado possuir finitas dimensões. Em espaços de dimensão infinita, há infinitas componentes e o ket deve ser escrito em notação de função, precedido por um bra (veja abaixo). Por exemplo,
{\displaystyle \langle x|\psi \rangle =\psi (x)=ce^{-ikx}.}
Todo ket {\displaystyle |\psi \rangle } possui um bra dual, escrito como {\displaystyle \langle \psi |.} Por exemplo, o bra correspondente ao {\displaystyle |\psi \rangle } acima deve ser um vetor linha, isto é,
{\displaystyle \langle \psi |=(c_{0}^{*},c_{1}^{*},c_{2}^{*},...).}
Isto é um funcional linear contínuo de {\displaystyle H} para os números complexos {\displaystyle \mathbb {C} ,} definido por:
{\displaystyle \langle \psi |:H\to \mathbb {C} :\langle \psi |\left(|\rho \rangle \right)=\operatorname {IP} \left(|\psi \rangle \;,\;|\rho \rangle \right)} para todo ket {\displaystyle |\rho \rangle }
onde {\displaystyle \operatorname {IP} (\cdot ,\cdot )} denota o produto interno definido sobre o espaço de Hilbert. Aqui, uma vantagem da notação bra-ket torna-se clara: quando removemos os parênteses (como é comum em funcionais lineares) e fundimos junto com as barra, obtemos {\displaystyle \langle \psi |\rho \rangle ,} que é a notação comum para produto interno no espaço de Hilbert. Esta combinação de um bra com um ket para formar um número complexo é chamada bra-ket ou bracket.
Em mecânica quântica a expressão {\displaystyle \langle \phi |\psi \rangle } (matematicamente o coeficiente para a projeção de {\displaystyle \psi } em {\displaystyle \phi }) é tipicamente interpretada como  a amplitude de probabilidade para o estado {\displaystyle \psi } para o colapso no estado {\displaystyle \phi .} 